# Robin of the Wood
Robin of the Wood é um jogo de computador publicado em 1985 pela Odin Computer Graphics no Reino Unido e pela Serma Software em Espanha, disponível em vários tipos de computadores de 8 bits, e baseado no herói lendário inglês Robin dos Bosques.

## Enredo
O jogador assume o papel de Robin, filho de Aleric. Aleric era o guardião da Flecha de Prata. O xerife de Nottingham matou Aleric e ficou com a flecha para si. O jogador agora tem a tarefa recuperar a flecha. É o dia do grande torneio de tiro ao arco, em que Robin tem que triunfar para conseguir entrar no castelo do xerife. Antes disso, ele precisa de conseguir três sacos de ouro para dar a um Ent em troca do seu arco, da sua espada e de três flechas mágicas. O ouro está na posse do maléfico bisbo de Peterborough, protegido por guerreiros normandos.
O jogador controla o herói através de um labirinto que inclui a floresta de Sherwood, as masmorras do castelo do xerife de Nottingham e o próprio castelo. O labirinto é mostrado num ecrã. Se o herói sai do ecrã por um lado que não seja limitado por árvores ou muros, a imagem muda para um novo local. O jogo consiste em 330 destes vários locais. Na sua busca o herói encontra vários inimigos, que devem ser evitados ou combatidos. O jogador pode coletar itens, como vidas extra, setas ou flores. As flores podem ser dadas a bruxas que aparecem esporadicamente, que assim não enviarão o herói para o calabouço.